# Perissus pacholatkoi
Perissus pacholatkoi là một loài bọ cánh cứng trong họ Cerambycidae.